# 레전드 넘버17
레전드 넘버17(Legenda No. 17, Legend No. 17)은 러시아 연방에서 제작된 니콜라이 레베데프 감독의 2013년 드라마 영화이다. 다닐라 코즐로브스키 등이 주연으로 출연하였다.

## 출연

### 주연
- 다닐라 코즐로브스키
- 알렉 멘쉬코브
- 스베트라나 이바노바

### 조연
- 블라디미르 멘쇼프
- 알렉산드르 로바노브